# 韩晓武
韩晓武（1958年11月—）北京市人，中华人民共和国政治人物。

## 生平
毕业于日本新潟大学法学专业，获得法学硕士学位。中国共产党党员。2008年12月，任第十一届全国人大常委会副秘书长。2013年，任第十二届全国人大常委会委员、全国人大内务司法委员会委员，并继续任全国人大常委会副秘书长。2018年2月24日，当选为第十三届全国人大代表。